# Groß Rheide
Groß Rheide (duń. Store Rejde) – miejscowość i gmina w Niemczech w kraju związkowym Szlezwik-Holsztyn, w powiecie Schleswig-Flensburg, wchodzi w skład  urzędu Kropp-Stapelholm.